# 아리마강

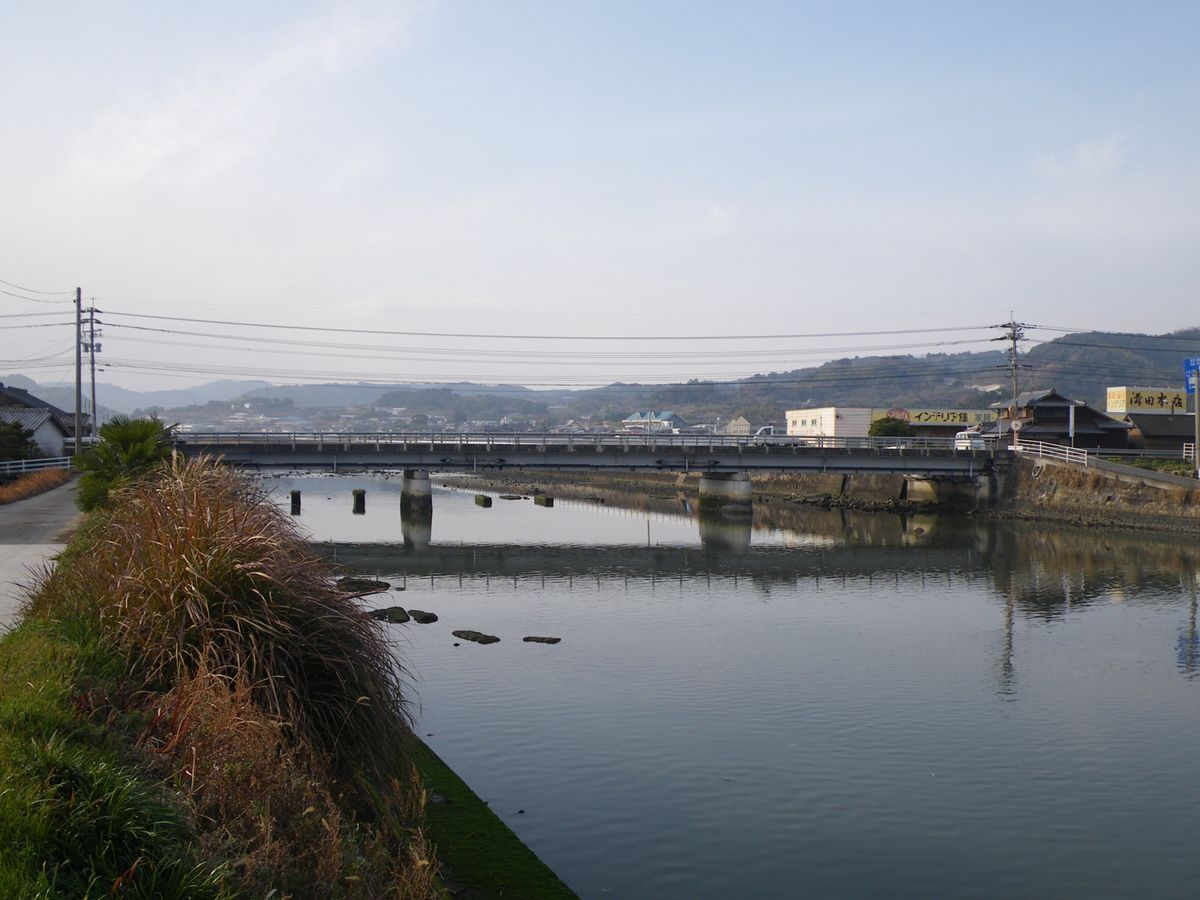
아리마강과 아리마교

아리마강(일본어: 有馬川 아리마가와[*])은 시마바라반도 남부에서 동쪽으로 흐르고, 아리아케해로 흐르는 하천이다. 유역은 나가사키현 미나미시마바라시에 속하지만, 원류부는 운젠시에 속한다.